# Арасияма

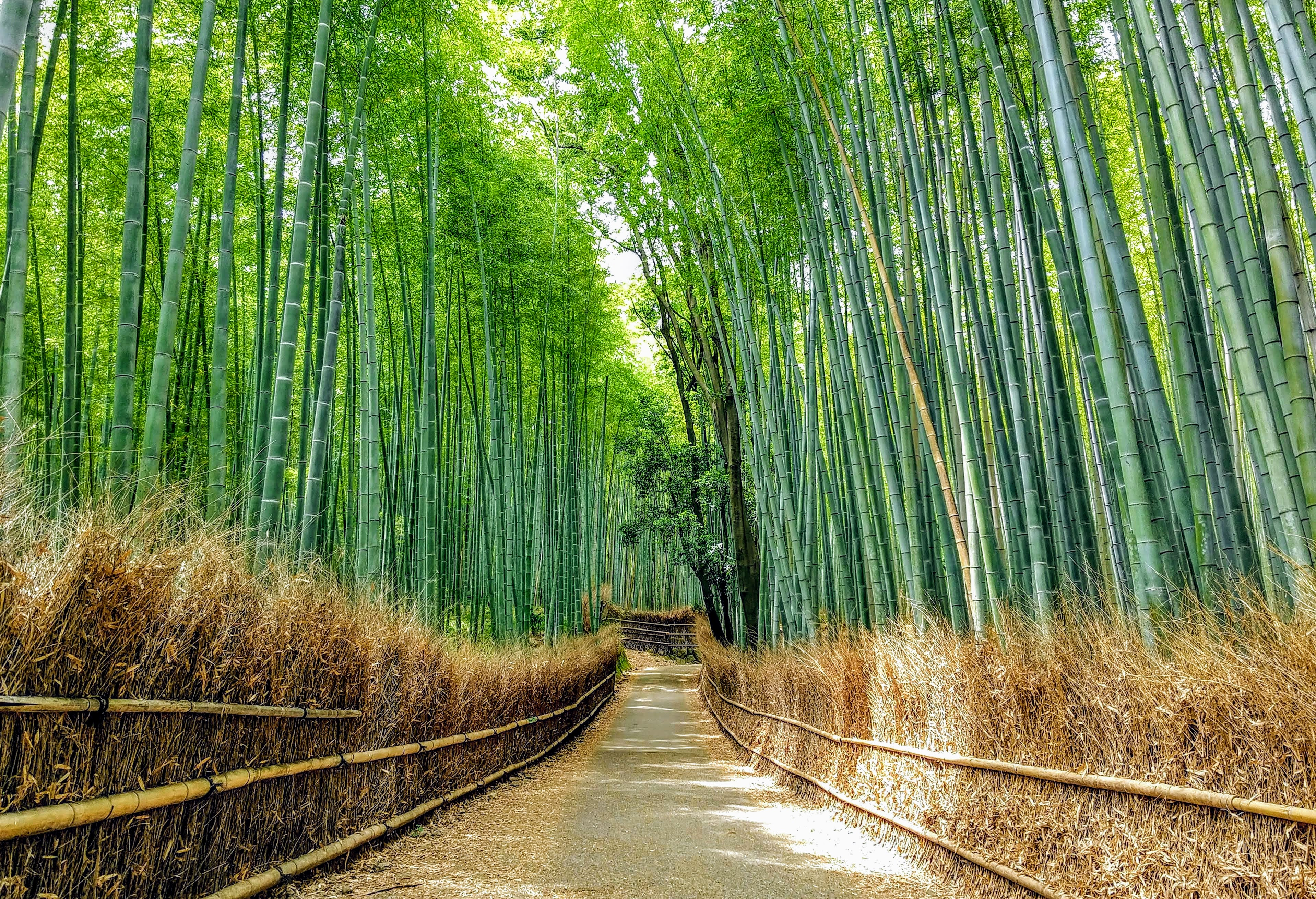
Бамбуковая роща в Арасияме

Арасияма (яп. 嵐山) — район на западной окраине Киото, а также название области вдоль реки Кацура. Арасияма имеет статус исторической достопримечательности и памятника природы.

## История
Район Арасияма стал популярен как место для отдыха знати ещё в период Хэйан (794—1185 гг.). Район особенно популярен во время цветения сакуры и в осенний период, когда краснеют кленовые листья. Здесь располагались владения клана Тайра. А в XX веке Арасияма стала популярна как место для уединенных вилл состоятельных японцев и знаменитостей. Например, здесь расположена вилла актёра Дэндзиро Окоти.

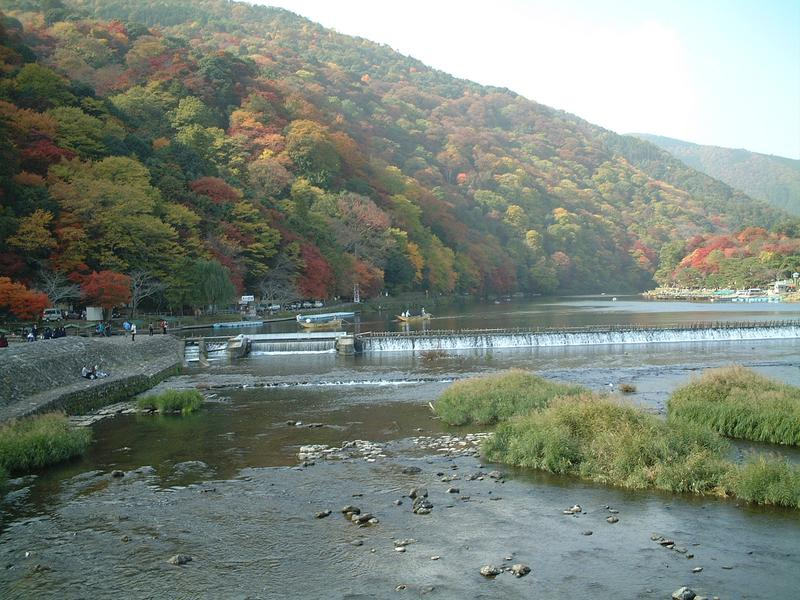
Вид на гору Араси (Арасияма) через реку Ои (Кацура)

## Транспорт
В Арасияму проложена линия железной дороги Кэйфуку из центра Киото и линия Ханкю Арасияма из города Кацура, откуда отправляются поезда до городов Осака и Киото. Также на границе района расположена станция JR Сага-Арасияма. Также здесь расположены станция Торокко Сага и Торокко Арасияма, относящиеся к «Живописной железной дороге Сагано».

## Достопримечательности
Арасияма популярна как туристическая достопримечательность, в первую очередь из-за парка обезьян «Иватаяма» и бамбукового леса и рощи Арасияма в окрестностях храма Тэнрю-дзи.
- Парк обезьян «Иватаяма» на склонах горы Арасияма. В парке обитает более 170 обезьян. Обезьяны дикие, но привыкли к людям. Парк расположен на небольшой горе и прилегающих к ней холмах. Обезьяны свободно передвигаются по всей территории и никак не отделены от посетителей. Парк создан не только для развлечения, но и как научно-исследовательский центр[3][4].
- Тэнрю-дзи[англ.] (яп. 天龍寺) — главный храм одной из ветвей школы Риндзай (одна из двух главных сект дзэн в Японии).
- Мост Тогэцукё, «Лунный мостик» (яп. 渡月橋 Тогэцукё-баси) — популярный для ханами и момидзи.